# Curwen's Bay Barb
Curwen's Bay Barb (né vers 1690 - mort vers 1728) est un étalon fondateur de la race du Pur-sang. 

## Histoire
Ce cheval bai avec une liste blanche a été importé par Henry Curwen, en 1698, depuis la France, en même temps qu'un autre Barbe. Il s'agit à l'origine d'un présent du Roi du Maroc au roi Louis XIV.  

## Descendance
Un de ses premiers fils, Mixbury, mesurait un peu plus de 13 mains de haut et apparemment « il n'y avait pas plus de deux chevaux de son temps qui pourraient le battre ». Il a également engendré Tantivy, Brocklesby, Brocklesby Betty, Creeping Molly et l'étalon Hip. Il pourrait aussi être le père d'Alcock's Arabian.
Sa lignée est éteinte, mais il a apporté une contribution importante à la race du Pur-sang. Les trois lignées paternelles fondatrices qui existent encore de nos jours sont celles de Darley Arabian, de Godolphin Arabian et de Byerley Turk. Cependant Curwen's Bay Barb a contribué de manière significative à la race par le biais d'autres lignées. Le Pur-sang moderne a tendance à avoir plus de croisements avec la lignée de Godolphin Arabian (à 13,8 %), puis Darley Arabian (6,5 %), Curwen's Bay Barb (4,2 %) et Byerley Turk (3,3 %).